# (7220) Philnicholson
(7220) Philnicholson (1981 QE) – planetoida z pasa głównego asteroid okrążająca Słońce w ciągu 3 lat i 279 dni w średniej odległości 2,42 j.a. Została odkryta 30 sierpnia 1981 roku w Lowell Observatory (Anderson Mesa Station) przez Edwarda Bowella.